# 克雷西峰
克雷西峰（英語：Cressey Peak）是南極洲的山峰，位於瑪麗伯德地，處於哈洛德伯德山脈以東13公里，海拔高度870米，美國地質調查局根據測量和美國海軍拍攝的空中照片繪入地圖，現時由南極條約體系管理。